# Groissiat
Groissiat település Franciaországban, Ain megyében. Lakosainak száma 1216 fő (2022. január 1.). Groissiat Apremont, Bellignat, Géovreisset, Izernore és Martignat községekkel határos.

## Népesség
A település népességének változása:
| Lakosok száma | 182  | 511  | 611  | 1079 | 1176 | 1213 | 1229 | 1241 | 1241 | 1216 |
|               | 1968 | 1982 | 1990 | 2006 | 2013 | 2015 | 2017 | 2019 | 2020 | 2022 |